# Jarrapellejos
Jarrapellejos es una película española de 1987. Dirigida por Antonio Giménez-Rico, se presentó en el 38.º Festival Internacional de Cine de Berlín. La película es una adaptación de la novela Jarrapellejos, de Felipe Trigo, escritor cuyo naturalismo fue considerado escandaloso en su tiempo. Melodrama sobre una temática de principios del siglo XX con un fuerte componente social.

## Sinopsis
En una pequeña población extremeña, La Joya, todo gira en torno a don Pedro Luis Jarrapellejos, el cacique, un personaje que domina personas y haciendas y nombra o destituye alcaldes y gobernadores. Todo está en su mano, salvo Isabel (Aitana Sánchez-Gijón), una chica del pueblo que se le resiste. Un día Isabel y su madre aparecen, en su casa, violadas y asesinadas. Jarrapellejos, conmovido por tan horrendo crimen, no para hasta hallar a los culpables.

## Reparto
| Actor                | Personaje                |
| -------------------- | ------------------------ |
| Antonio Ferrandis    | Pedro Luis Jarrapellejos |
| Juan Diego           | Saturnino                |
| Lydia Bosch          | Ernesta                  |
| Amparo Larrañaga     | Purita                   |
| Joaquín Hinojosa     | Juan Cidoncha            |
| Miguel Rellán        | Gato                     |
| Aitana Sánchez-Gijón | Isabel                   |
| Carlos Tristancho    | Mariano                  |
| Florinda Chico       | María del Carmen         |
| José Coronado        | Octavio Trillo           |